# Atemptats de Taixkent de 1999
Els atemptats de Taixkent de 1999 van ocórrer el 16 de febrer, quan sis cotxes bomba van explotar a Taixkent, la capital de l'Uzbekistan. Les bombes van esclatar en el transcurs d'una hora i mitja, i van atacar a diversos edificis governamentals. És possible que cinc de les explosions fossin una distracció de la sisena, que semblava ser un intent d'assassinar al president Islom Karimov. Hi van 16 persones i més de 120 van resultar ferits.
Tot i que el govern uzbek va culpar els rebels islàmics -el Moviment Islàmic de l'Uzbekistan (MIU)- els crítics han posat en dubte aquesta avaluació.
A causa de l'estricte control dels mitjans de comunicació al país, la seqüència d'esdeveniments dels atacs no és totalment clara.

## Fets
Segons la versió oficial dels atemptats, quatre o cinc homes van conduir un cotxe ple d'explosius fins a l'entrada principal de l'edifici del Gabinet de Ministres uns minuts abans que Karimov hagués de parlar allí. Els atacants van abandonar l'escena. L'explosió del cotxe i el tiroteig van ocórrer a uns centenars de metres de distància, distraient als guàrdies. Els atacants van fugir de l'escena.

## Recerca
Segons la principal agència de seguretat russa, el Servei Federal de Seguretat, els bombardejos van utilitzar una mescla mecànica de pols d'alumini i nitrat d'amoníac com a explosiu. Els terroristes havien rebut instrucció en centres d'entrenament dirigits per Khattab i Bassàiev a Txetxènia.

## Resposta del govern
Dues hores després de l'explosió, el President Karimov i els caps de les forces de seguretat uzbekes van assenyalar als militants islàmics com els responsables. Van ser arrestats molts individus, amb estimacions que van des dels centenars fins als 5.000. Les organitzacions de defensa dels drets humans han criticat les detencions com a il·legítimes. També han acusat el govern de crear proves i obtenir confessions mitjançant la tortura.
El gener de 2000, en vigílies de la festivitat musulmana del Ramadà, el govern va anunciar l'execució de diversos presumptes participants en els atacs.
El govern uzbek també va acusar al Tadjikistan de ser còmplice dels atacs i va tancar temporalment la seva frontera amb el país en resposta.

## Possibles autors
Encara que el govern hagués culpat al Moviment Islàmic de l'Uzbekistan, una organització terrorista islamista, dels atacs, els crítics han dubtat d'això. Alguns han culpabilitzat a Rússia, encara que uns altres ho han qualificat d'improbable. Una altra possibilitat és que les forces del govern del Tadjikistan, de majoria musulmana, estiguessin prenent represàlies pel suport uzbek als grups d'oposició tadjiks com l'Oposició Tadjik Unida.
Uns altres han suggerit fins i tot que el propi govern era responsable, o que "clans" rivals, la part de poder dels quals en el govern s'havia retallat recentment, estaven darrere dels atacs. En particular, s'ha suggerit que el Servei de Seguretat Nacional, suposadament controlat pel poderós clan Taixkent, estava involucrat.

## Conseqüències
Els crítics han dit que el règim de Karimov va utilitzar els atacs com una excusa per a reprimir la dissidència religiosa i, en menor mesura, la secular. Els atacs també van mostrar que vulnerable era el país al terrorisme i la inestabilitat. La presó de Jaslik es va obrir en 1999 per a recloure a milers de persones detingudes després dels atemptats.